# 古典芭蕾
古典芭蕾的歷史約有五百年，是沿襲宮廷芭蕾的各種技法與表現方式，雖經過了不斷地改變和革新，在19世紀形成的新流派芭蕾舞。
它給人的基本印象是:
1. 女舞者穿著有裙子的舞衣。
2. 一般都採用童話傳說或神話等的故事題材為情節。
3. 音樂多是舞曲甚至名曲，尤其是柴科夫斯基的芭蕾舞劇組曲。
4. 男舞者很多時輔助女舞者作出漂亮的技巧動作。

事實上,古典芭蕾尚有浪漫派與古典派的區分。後者專指十九世紀的舞劇，如《天鵝湖》。前者為十七十八世紀的舞劇《吉賽爾》。兩者較明顯的差別在於舞者所穿的舞衣之不同，古典派的舞衣為紗質的短裙，稱為classical tutu，舞鞋質地較軟；而浪漫派的舞裙長及膝與踝之間，稱為romantic tutu，舞鞋為硬式，便於舞者跐立。
除此之外，古典芭蕾依動作又可分為快舞與慢舞。快舞孕育於義大利，最大特色是跳躍與旋轉，專指男舞者與女舞者隨著迅速的音樂踊舞的舞蹈，所有活潑迅速而華麗的舞蹈均屬之。慢舞孕育於法國，是法國舞蹈的最大特徵，舞者以緩慢的動作，或以單腳支立平衡身體，構成優雅曲線之舞步與舞姿等均稱為慢舞，這種舞蹈充滿了纖細的美感。
在古典芭蕾舞劇中，通常以慢舞來表現男女的情愛場面，如《天鹅湖》中的第二幕公主與王子的雙人慢舞。慢舞基本上是屬於女性的舞蹈，而男舞者只是支扶女舞者的陪襯而已，對於女舞者來說，無非是一個呈現其舞藝與優美曲線的大好機會，而此時表現身體的平衡更顯得格外重要。
如今快舞與慢舞雖以交互使用，但仍可視其強調的程度，來分辨義大利派的華麗與法國的浪漫氣質。

## 技巧
傳統的芭蕾舞技巧是一個嚴格的體系。最基本的審美特徵是對外開、伸展、繃直的追求，包括腳的五種基本位置，三種基本舞姿，腿的伸展、射擊、打開、屈伸、抬腿、踢腿和劃圓圈等動作，還有各種舞姿的跳躍、旋轉和轉身，各種舞步和連接動作。將其按特定的結構手法編排、組合，就能創造出富有感染力的舞蹈藝術形象。